# Haleigh Washington
Haleigh Meridian Washington (ur. 22 września 1995 w Denver) – amerykańska siatkarka, reprezentantka Stanów Zjednoczonych, grająca na pozycji środkowej. 

## Sukcesy klubowe
Liga uniwersytecka NCAA:
- 2014
- 2017

Liga uniwersytecka Big Ten Conference:
- 2017

Liga włoska:
- 2021, 2024[1]

Puchar CEV:
- 2023[2]

## Sukcesy reprezentacyjne
Mistrzostwa Ameryki Północnej, Środkowej i Karaibów Juniorek:
- 2012

Puchar Panamerykański:
- 2018

Liga Narodów:
- 2019, 2021

Puchar Świata:
- 2019

Mistrzostwa Ameryki Północnej, Środkowej i Karaibów:
- 2019, 2023[3]

Igrzyska Olimpijskie:
- 2020
- 2024[4]

## Nagrody indywidualne
- 2019: Najlepsza środkowa Ligi Narodów
- 2021: Najlepsza środkowa Igrzysk Olimpijskich w Tokio